# Matriz congruente
Em matemática, matriz congruente é uma relação de equivalência no conjuntos das matrizes reais quadradas. Duas matriz {\displaystyle A} e {\displaystyle B} são congruentes, se existe uma matriz invertível {\displaystyle P}, do mesmo tipo, tal que {\displaystyle A=P^{T}BP}.

## Definição
Uma matriz real quadrada {\displaystyle n\times n} {\displaystyle A} é congruente à matriz real quadrada {\displaystyle n\times n} {\displaystyle B} quando existe uma matriz {\displaystyle P} invertível tal que {\displaystyle A=P^{T}BP}.
Observamos que esta definição exige que {\displaystyle P} seja uma matriz quadrada de mesma ordem de {\displaystyle A} e {\displaystyle B}.

## Relação de equivalência
A relação de congruência define uma relação de equivalência no conjunto das matrizes reais quadradas {\displaystyle \mathbb {M} _{n}}, i.e.:
1. (reflexividade) toda matriz {\displaystyle A\in \mathbb {M} _{n}} é congruente a si mesma;
2. (simetria) se {\displaystyle A\in \mathbb {M} _{n}} é congruente a {\displaystyle B\in \mathbb {M} _{n}}, então {\displaystyle B} é congruente a {\displaystyle A};
3. (transitividade) se {\displaystyle A\in \mathbb {M} _{n}} é congruente a {\displaystyle B\in \mathbb {M} _{n}} e {\displaystyle B} é congruente a {\displaystyle C\in \mathbb {M} _{n}}, então {\displaystyle A} é congruente a {\displaystyle C}.

Da relação de simetria, vemos que está bem definido dizer que duas matrizes são congruentes (como exposto na introdução).
Demonstração
1. Basta observar que {\displaystyle A=I_{n}^{T}AI_{n}}, onde {\displaystyle I_{n}} é a matriz identidade em {\displaystyle \mathbb {M} _{n}}.
2. Se {\displaystyle A\in \mathbb {M} _{n}} é congruente a {\displaystyle B\in \mathbb {M} _{n}}, então, por definição, existe {\displaystyle P\in \mathbb {M} _{n}} invertível tal que {\displaystyle A=P^{T}BP}. Escolhendo {\displaystyle Q=P^{-1}}, vemos que {\displaystyle B=Q^{T}AQ}, i.e. {\displaystyle B} é congruente a {\displaystyle A}.
3. Se {\displaystyle A\in \mathbb {M} _{n}} é congruente a {\displaystyle B\in \mathbb {M} _{n}} e {\displaystyle B} é congruente a {\displaystyle C\in \mathbb {M} _{n}}, então existem {\displaystyle P,Q\in \mathbb {M} _{n}} tais que {\displaystyle A=P^{T}BP}  e {\displaystyle B=Q^{T}CQ}. Mas, então, temos {\displaystyle A=P^{T}(Q^{T}CQ)P=(QP)^{T}C(QP)}, i.e. {\displaystyle A} é congruente a {\displaystyle C}.

## Aplicações

### Matrizes de uma forma bilinear
Seja {\displaystyle f:V\times V\to \mathbb {R} } uma forma bilinear, onde {\displaystyle V} é um espaço euclidiano de dimensão finita {\displaystyle n}. Seja, ainda, {\displaystyle B_{u}=\{\mathbf {u} _{1},\mathbf {u} _{2},\ldots ,\mathbf {u} _{n}\}} e {\displaystyle B_{v}=\{\mathbf {v} _{1},\mathbf {v} _{2},\ldots ,\mathbf {v} _{n}\}} duas bases para {\displaystyle V}. Então, são congruentes as matrizes {\displaystyle A=[f(\mathbf {u} _{i},\mathbf {u} _{j})]_{i,j=1}^{n,n}} e {\displaystyle B=[f(\mathbf {v} _{i},\mathbf {v} _{j})]_{i,j=1}^{n,n}} da forma bilinear nas bases {\displaystyle B_{u}} e {\displaystyle B_{v}}, respectivamente.
Demonstração
Sejam {\displaystyle \mathbf {u} ,\mathbf {v} \in V} e suas representações nas bases {\displaystyle B_{u}} e {\displaystyle B_{v}}:
{\displaystyle \mathbf {u} =\sum _{i=1}^{n}c_{i}\mathbf {u} _{i}=\sum _{i=1}^{n}c'_{i}\mathbf {v} _{i}}
{\displaystyle {\text{e}}\quad \mathbf {v} =\sum _{i=1}^{n}d_{i}\mathbf {u} _{i}=\sum _{i=1}^{n}d'_{i}\mathbf {v} _{i}}.
Seja, agora, {\displaystyle P} a matriz de mudança da base {\displaystyle B_{v}} para a base {\displaystyle B_{u}}, i.e.:
{\displaystyle \mathbf {c} =P\mathbf {c} '\quad {\text{e}}\quad \mathbf {d} =P\mathbf {d} '\quad }
onde, {\displaystyle \mathbf {c} =(c_{1},c_{2},\ldots ,c_{n})} e notação análoga para {\displaystyle \mathbf {c} '}, {\displaystyle \mathbf {d} } e {\displaystyle \mathbf {d} '}.
Além disso, temos:
{\displaystyle f(\mathbf {u} ,\mathbf {v} )=f\left(\sum _{i=1}^{n}c_{i}\mathbf {u} _{i},\sum _{j=1}^{n}d_{j}\mathbf {u} _{j}\right)=\sum _{i=1}^{n}\sum _{j=1}^{n}c_{i}f(\mathbf {u} _{i},\mathbf {u} _{j})d_{i}}
e
{\displaystyle f(\mathbf {u} ,\mathbf {v} )=f\left(\sum _{i=1}^{n}c'_{i}\mathbf {v} _{i},\sum _{j=1}^{n}d'_{j}\mathbf {v} _{j}\right)=\sum _{i=1}^{n}\sum _{j=1}^{n}c'_{i}f(\mathbf {v} _{i},\mathbf {v} _{j})d'i}
donde, {\displaystyle \mathbf {c} ^{T}A\mathbf {d} ={\mathbf {c} '}^{T}B\mathbf {d} '}. O que, por sua vez, implica:
{\displaystyle {\mathbf {c} '}^{T}(P^{T}AP)\mathbf {d} '={\mathbf {c} '}^{T}B\mathbf {d} '}.
Como os vetores {\displaystyle \mathbf {u} } e {\displaystyle \mathbf {v} } são arbitrários, temos {\displaystyle B=P^{T}AP}, i.e., {\displaystyle A} e {\displaystyle B} são matrizes congruentes. Isso completa a prova.

### Matrizes ortogonalmente diagonalizáveis
Se a matriz {\displaystyle A} é ortogonalmente diagonalizável, então exite uma matriz diagonal {\displaystyle D} congruente a {\displaystyle A}.
Demonstração
Com efeito, uma matriz {\displaystyle A} é ortogonalmente diagonalizável se, e somente se, existe uma matriz diagonal {\displaystyle D} tal que:
{\displaystyle D=P^{-1}AP}
onde, {\displaystyle P} é uma matriz ortogonal, i.e. {\displaystyle P^{-1}=P^{T}}. Isto é dizer, {\displaystyle D=P^{T}AP}, o que conclui a demonstração.